# Герсвальде
Ґерсвальде (нім. Gerswalde) — громада в районі Уккермарк, земля Бранденбург, Німеччина.
Підпорядковується управлінню Герсвальде. Населення — 1 672 мешканці (на 31 грудня 2010). Площа — 96,79 км². Офіційний код — 12 0 73 201.

## Населення
| Рік  | Населення |
| ---- | --------- |
| 2005 | 1844      |
| 2010 | 1680      |